# Micromorphus claripennis
Micromorphus claripennis är en tvåvingeart som först beskrevs av Gabriel Strobl 1899.  Micromorphus claripennis ingår i släktet Micromorphus och familjen styltflugor. Det är osäkert om arten förekommer i Sverige. Inga underarter finns listade i Catalogue of Life.